# Tomasz Lenczewski
Tomasz Bogumił Lenczewski (* 28. Dezember 1960 in Łódź) ist ein polnischer Genealoge, Autor, Jurist des kanonischen Rechtes und Antiquar.

## Wirken
Lenczewski studierte von 1981 bis 1987 an der Fakultät des Kanonischen Rechts der Akademie der Katholischen Theologie in Warschau und verließ die Hochschule mit dem Titel eines Magisters. Er wurde bekannt für die Fortschreibung der Genealogien polnischer Adelsgeschlechter (frühere Bearbeitung durch Jerzy Seweryn Graf Dunin-Borkowski u. Edward Borowski). Do verfasste rt eine größere Anzahl von Aufsätzen zu Themen aus den Bereichen der neuesten polnischen Geschichte und geschichtlicher Hilfswissenschaften (Genealogie, Biographie u. a. m.), veröffentlichte u. a. in  „Zeszyty Historycze“, „Karta“, „Mars“, „Genealogisches Handbuch des Adels“ und „Rzeczpospolita“. Er hat zwei Söhne.

## Publikationen
- Genealogie der titulierten Adelsgeschlechter in Polen, Bd. 1 („Genealogie rodów utytułowanych w Polsce, t. I“; Oficyna Wydawnicza „Adiutor“ 1997).
- Russoccy Wappen Zadora. Monographische Skizze des Geschlechtes („Russoccy herbu Zadora. Zarys monografii rodu“; Oficyna Wydawnicza „Adiutor“ 2005).

### Als Verfasser
- „Genealogien kurländisch-ritterschaftlicher Geschlechter die bisher weder im Genealogischen Handbuch der Baltischen Ritterschaften, Teil Kurland, noch im Genealogischen Handbuch des Adels erschienen sind“ (Vereinigten Kurländischen Stiftungen im Auftrag der Kurländischen Ritterschaft 2004).
- Szylchra Trzebińscy von Trzebinia Wappen Abdank: Monographische Skizze des Geschlechtes („Szylchra Trzebińscy z Trzebini herbu Abdank Odmienny : szkic genealogii rodu“; Oficyna Wydawnicza „Adiutor“ 2007).

### Aufsätze
u. a.:
- Nobilitation der Neofitten zur Zeiten des Königs Stanislaus August (Nobilitacje neofitów za Stanisława Augusta, „Rzeczpospolita“, 26. Mai 2008).
- In der Reihen des polnischen Adels (W szeregach szlachty, Rzeczpospolita, 7. Juli 2008).
- Mariage der Wappen mit den Kontoauszügen (Mariaże herbów i kont, Rzeczpospolita, 20. Juli 2008).
- Aufstieg eines Mythomanen (Graf Mieczysław Dunin-Borkowski alias Giuseppe Newlin (1905–1971)), Vergangenheit und Erinnerung. Bulletin des Rates zur Bewahrung des Gedenkens an Kampf und Martyrium „Gedenkstättenrat“ Nr. 38: Januar – Dezember 2011, Seiten 277–287

## Mitgliedschaft in Vereinen
- 1991–1992 Gründungsmitglied und stellvertretender Vorsitzender der Gesellschaft für polnische – südafrikanische Freundschaft.
- Er ist Consultant für Fragen der Genealogie des Polnischen Adelsverbandes (Związek Szlachty Polskiej).

## Bibliographie
- Woreyd Almanach, Warschau 2002, S. 231.
- Sekrety i kłamstwa (Geheimnisse und Lügen). mit Tomasz Lenczewski, Historiker und  Genealoge, spricht Maja Narbutt [in:]"Rzeczpospolita", nr 139: 16 VI 2007, s. A13 (Plus Minus).